# 노티 메리에타
《노티 메리에타》(Naughty Marietta)는 미국에서 제작된 W.S. 밴 다이크 감독의 1935년 영화이다. 빅터 허버트의 오페레타 Naughty Marietta에 기반을 둔다. 자넷 맥도널드 등이 주연으로 출연하였고 헌트 스트롬버그 등이 제작에 참여하였다.
빅터 허버트의 Naughty Marietta의 가장 저명한 노래 가운데 5개는 다음과 같다(리다 존슨 영 작사):
- "Ah! Sweet Mystery of Life"
- "Italian Street Song"
- "Neath the Southern Moon"
- "I'm Falling in Love With Someone"
- "Tramp! Tramp! Tramp! (Along the Highway)"

## 출연

### 주연
- 자넷 맥도널드
- 넬슨 에디

### 조연
- 프랭크 모건
- 엘자 란체스터
- 더글러스 덤브릴
- 조셉 코쏜
- 월터 킹스포드
- Greta Meyer
- 아킴 타미로프
- 해롤드 허버
- 에드워드 브로피

## 기타
- 원작자: Rida Johnson Young
- 미술: 세드릭 기븐스
- 의상: 아드리안